# 嬉野茶

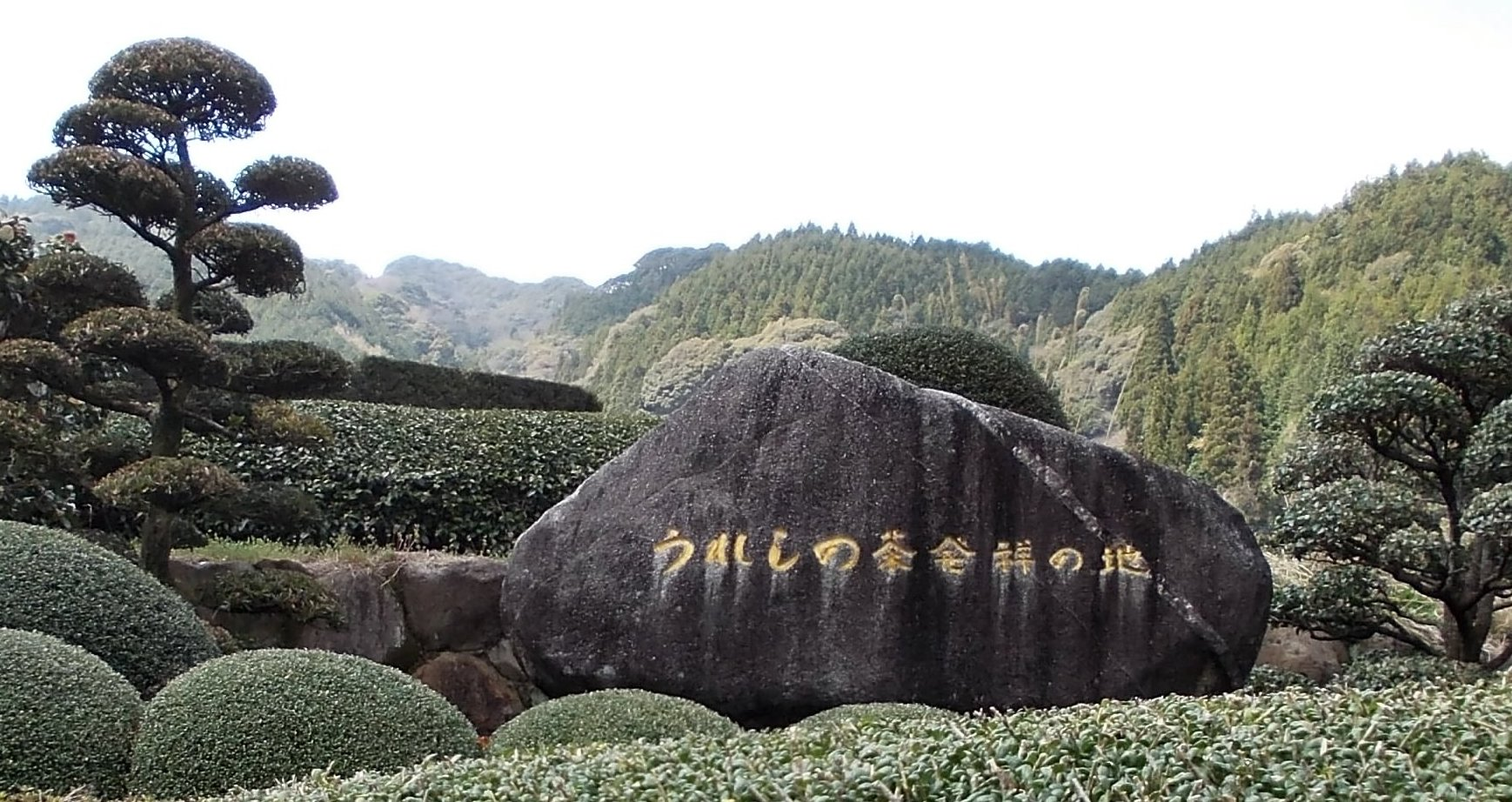
嬉野市不動山にあるうれしの茶発祥の地の碑

嬉野茶（うれしの茶）は、佐賀県南西部の嬉野市から、長崎県東彼杵町にかける地域で生産される日本茶。室町時代頃から生産が始まったとされる。釜炒りにより加熱し、発酵を停止させる釜炒り茶でも知られるが、現在では他の日本茶と同様に蒸すことで加熱するものがほとんどである。ただ、蒸し茶の場合も製法を工夫し、中国の緑茶に似せ、茶葉は丸く緑の艶が特長で、その形状から玉緑茶（グリ茶）とも呼ばれ、香り、旨味も強いお茶とも言われ、受賞歴も多い。

## 由来・歴史
永享12年（1440年）、同じ肥前国の平戸に渡って来た明の陶工が、茶栽培の適地を探し求めて不動山皿屋谷に移住。自家用の茶樹の栽培を伝えたと言われている。その後、茶葉の育成に適した環境と、その後に明人の紅令民が持ち込んだ南京釜を使用した釜炒り技術により産地は拡大した。江戸時代はじめに吉村新兵衛が嬉野に移住し茶樹栽培を始め茶業の基礎を築いた。なだらかな山間で霧深く、昼夜の温度差があり日照量などの条件が、茶の栽培に適したとされる。以降、長崎の出島から輸出され、欧米に評判が広がった。長崎街道を通って嬉野宿に宿泊した司馬江漢や吉田松陰など数々の文人、またドイツ医師のケンペルやシーボルトらにより、嬉野茶の記録が遺されている。江戸時代には安政6年（1859年）の長崎、横浜、箱館開港に先立つ嘉永6年（1853年）、長崎の女性貿易商となる大浦慶によってオランダ人商人・テキストルに三階級9斤の嬉野茶のサンプルが供された。約3年後の安政3年（1856年）8月にイギリスの商人、W・J・オールトから巨額の注文を受けた。わが国の幕末期の本格的な茶の輸出の始まりである。
明治・大正の頃は宇治茶が圧倒的で釜炒り製の嬉野茶の販路は肥前や長崎地域に限られていた。昭和初期、釜炒り茶である嬉野茶が渋みの少ない中国茶を飲んでいたロシア人の好みに合って輸出されるようになり、技術改革も行われ、はさみ摘みや製茶の機械化が進められた。販売機構も1933年には貫立(かんだて)取引が行われるようになった。第二次世界大戦後は機械製茶も進み、嬉野は九州における一大産地となった。

## 現在
うれしの茶の産地は佐賀県の嬉野市を中心に、多良岳・国見山・脊振山系に点在している。
全国茶品評会の蒸し製玉緑茶部門で品質上位の産地に贈られる「産地賞」と最高品質を表す「農林水産大臣賞」を５年連続で受賞、また釜炒り茶部門でも「産地賞」と「農林水産大臣賞」を受賞した実績を持つ。
2002年に、「うれしの茶」は「佐賀、長崎県で生産された原料茶を100％使用して仕上げた統一銘柄」と規定され、50％以上100％未満は「うれしの茶ブレンド」と定められた。特許庁の地域団体商標に「うれしの茶」として2008年6月13日に登録された。域内各所の茶葉をブレンドし、安定した品質、価格を維持している。
しかし、かつて嬉野茶の代表格だった釜炒り玉緑茶は、生産性は高いが釜炒りに向いていないやぶきたの栽培量が増えるに連れ、生産量が減っている。現状、釜炒り製玉緑茶は総生産量の5％（あるいは2%）程度、残りは蒸し製玉緑茶と言われており、保存会があるほど希少な存在となってしまっている。
2018年には、嬉野茶についての展示見学や茶摘み、茶染め体験などができる「うれしの茶交流館 チャオシル」が開設された。

## 外部サイト
- 「うれしの特産品あれこれ うれしの茶」嬉野市
- 「うれしの茶（嬉野茶）」佐賀県農業協同組合（JAさが）